# Joachim Jeremias
Joachim Jeremias (Dresda, 20 settembre 1900 – Tubinga, 6 settembre 1979) è stato un teologo, orientalista ed esegeta tedesco.
Visse dal 1910 al 1915 a Gerusalemme, seguendo il padre, che era pastore luterano.
Nel 1922/1923 terminò gli studi di teologia e lingue orientali. Dopo aver ottenuto l'abilitazione all'insegnamento (Lipsia 1925) divenne professore straordinario dell'Institutum Judaicum di Berlino.
Docente all'Università di Greifswald dal 1929, nel 1935 si trasferì a Gottinga, dove rimase finché si ritirò in pensione.
I suoi studi sono rivolti in particolare alla ricostruzione dell'ambiente e della vita di Gesù, al di là della presentazione che ce ne dà il Nuovo Testamento.
Tra le sue opere più famose:
- Gerusalemme al tempo di Gesù (1923 - la sua tesi di laurea)
- Teologia del Nuovo Testamento (1970)
- Le parole dell'Ultima Cena
- Le parabole di Gesù